# Rio Perimbó
Le rio Perimbó est une rivière brésilienne de l'État de Santa Catarina, affluent du rio Itajaí do Sul.
Il traverse les municipalités de Petrolândia et Ituporanga en direction du nord avant de se jeter dans le rio Itajaí do Sul.